# そんな場所へ
「そんな場所へ」（そんなばしょへ）は、永井真理子12枚目のアルバム。

## 概要
東芝EMI在籍時の最後のアルバム。シングル「同じ時代」と同時発売。カップリングの「ほんの少し」は特に表記は無いがシングルと別音源。翌年からインディーズに移動、自主レーベル設立。永井は家族とオーストラリアに移住。

## 収録曲
全編曲：西川進（特記以外）
1. 冒険者
  - 作詞：遠藤響子、作曲：井上貴志
2. 飛べない空
  - 作詞：遠藤響子、作曲：吉岡忍
3. 同じ時代
  - 作詞・作曲：遠藤響子、編曲：十川知司
4. 幼なじみ
  - 作詞・作曲：河野丈洋
5. 未来
  - 作詞：遠藤響子、作曲：小林俊太郎、編曲：西川進・小林俊太郎・長井ちえこ
6. hello
  - 作詞：永井真理子、作曲：西川進、編曲：長井ちえこ・西川進
7. あなたが笑うと
  - 作詞：永井真理子、作曲：下川慶、編曲：西川進・長井ちえこ
8. 二人のまま
  - 作詞：永井真理子・遠藤響子、作曲：Abiru
  - TBS系『どうぶつ奇想天外!』エンディングテーマ
9. おしゃれ☆レジスタンス
  - 作詞：かせきさいだぁ≡、作曲：CoZZi
10. Angel Smile
  - 作詞：永井真理子、作曲：永井真理子・CoZZi
11. ほんの少し（Album Version）
  - 作詞・作曲：遠藤響子

シングル『同じ時代』のc/w曲